# 渡島半島
渡島半島（おしまはんとう）は、北海道南西部にある半島。広義には石狩湾から勇払平野にかけての石狩低地帯より西の地域をいうこともあるが、一般には寿都と長万部を結ぶ黒松内低地以南の地域を指す。渡島半島によって北・西・南の三方を囲まれた湾は内浦湾。

## 地勢
北海道西部から、内浦湾を抱き込むように南へと曲がった半島。南部は日本海に面する松前半島（後述）と、太平洋に面する亀田半島（後述）の二方向に分岐しているが、あまり一般的な名称ではないためそれぞれ「渡島半島南西部」「渡島半島南東部」と表現されることも多い。津軽海峡を隔ててそれぞれ津軽半島、下北半島と向き合う。松前半島と亀田半島に挟まれた場所に函館平野があり、この地域の中心都市である函館市がある。
渡島半島西側の日本海に面した部分は檜山振興局の管内で、津軽海峡・太平洋・噴火湾に面した地域は渡島総合振興局の管内となっている。
和人の定着が早かった地域であり、函館・松前・江差などを中心に豊富な歴史遺産を有する。江戸時代には既に稲作が行われ、明治期までは北海道で最も人口の集中する地域であった。
火山が多く、日本の北限に位置するブナの原生林があることでも知られている。

## 松前半島
渡島半島の南西端、爾志郡乙部町～北斗市上磯を境界に、白神岬を頂点に突出した部分を松前半島という。東は津軽海峡、西は日本海に面し、いずれもイカ、サケ、ウニ、マグロなどの沿岸漁業が営まれるほか、津軽海峡側はコンブ、ホタテなどの栽培漁業が活発。大千軒岳を主峰に、渡島山地が内陸部を占めており、集落は海岸段丘面に発達している。スギ、ヒノキアスナロなどの木材資源が豊富で、厚沢部町はジャガイモ、知内町はニラなど農業生産も盛ん。かつてはニシンの漁場で知られ、松前、江差、上ノ国付近は「北海道和人文化発祥の地」として道内で最初に開けた地域でもある。沿岸部は松前矢越道立自然公園に指定されており、風光明媚な海岸線が続く。

## 亀田半島
渡島半島の南東端、北斗市七重浜～茅部郡森町を境界に、恵山岬を頂点に突出した部分を亀田半島という。南は津軽海峡、北は内浦湾、東は太平洋に面する。横津岳を主峰に、恵山や駒ヶ岳などといった活火山を擁する。また湯の川温泉、水無海浜温泉など温泉資源も豊富。内陸部の七飯町は温暖な気候と肥沃な土壌に恵まれ、果樹・野菜・花卉などの園芸農業が盛ん。半島沿岸は真昆布の産地で名高く、他にもタコやイカなど沿岸漁業が盛んである。

## 自治体
半島にある自治体は以下の通り。
- 渡島総合振興局 - 函館市、北斗市、松前町、福島町、知内町、木古内町、七飯町、鹿部町、森町、八雲町、長万部町[1]
- 檜山振興局 - 江差町、上ノ国町、厚沢部町、乙部町、せたな町、今金町[1]